# せーの!
『せーの!』は、1982年（昭和57年）11月12日から1983年（昭和58年）4月1日まで、日本テレビ系の「金曜劇場」（毎週金曜日21:00 - 21:54）で放送されたテレビドラマ。全20話。
主人公・椿鉄人は、東京の多摩川に近いある町の商店街「椿運送店」を営み、母・加奈子と中学生の息子・健と三人で暮らしている。鉄人は粗忽だがタフで明るく大らかで気前が良く、底抜けの善人で頼まれたら嫌と言えないというような性格で、そのためにいつも仕事に追われる日々を送っている。そんな鉄人とその家族と、剣道場「橘道場」など近所の人たちとのふれあいを描く人情ホームドラマ。 
タイトルの「せーの!」は、主演の加山雄三がいつも船の仲間と乾杯する時の掛け声に由来しているという。

## キャスト
- 椿鉄人：加山雄三
- 椿加奈子：奈良岡朋子
- 椿健：坂上忍
- 咲子：丘みつ子 - 鉄人の義妹（鉄人の亡き妻の妹）
- 花沢学：柴田恭兵
- 橘真紀：石原真理子
- 橘志津：篠ひろ子
- 茂：赤塚真人
- 譲次：アパッチけん
- 公助：坂本あきら
- 久：中西良太、
- 菊太郎：鈴木ヒロミツ
- 奈良富士子
- 宮川麗子
- 花沢峰子：文野朋子 - 学の母
- 麻美（咲子の娘）：内田順子[3]
- 栄吉：下元勉
- 橘剣道：高松英郎
- 久子：阿部真澄 - 学の小学校教師時代の元同僚
- 邦彦：増田康好 - 健の友人（第5話ゲスト）
- 邦夫：原口剛 - 邦彦の父（第5話ゲスト）
- 貢：森本レオ - 咲子の夫（第12話ゲスト）

## スタッフ
- 脚本：高橋正圀、関根俊夫
- 演出：田中康隆、中山史郎、酒井浩至
- 音楽：山本直純
- 主題歌：C-POINT「少年の夢」（作詞・作曲：恒見コウヘイ）
- 制作：日本テレビ

## サブタイトル
| 各話                                                           | 放送日         | サブタイトル               | 脚本               | 演出     | 視聴率 |
| -------------------------------------------------------------- | -------------- | -------------------------- | ------------------ | -------- | ------ |
| 第1話                                                          | 1982年11月12日 | （サブタイトル無し）       | 高橋正圀           | 田中康隆 | 15.6%  |
| 第2話                                                          | 1982年11月19日 | （サブタイトル無し）       | 高橋正圀           | 田中康隆 | 13.6%  |
| 第3話                                                          | 1982年11月26日 | （サブタイトル無し）       | 高橋正圀、関根俊夫 | 田中康隆 | 12.3%  |
| 第4話                                                          | 1982年12月3日  | （サブタイトル無し）       | 高橋正圀           | 中山史郎 | 11.5%  |
| 第5話                                                          | 1982年12月10日 | （サブタイトル無し）       | 高橋正圀、関根俊夫 | 中山史郎 | 11.2%  |
| 第6話                                                          | 1982年12月17日 | （サブタイトル無し）       | 高橋正圀、関根俊夫 | 中山史郎 | 14.5%  |
| 第7話                                                          | 1982年12月24日 | （サブタイトル無し）       | 高橋正圀           | 田中康隆 | 10.9%  |
| 第8話                                                          | 1983年1月7日   | （サブタイトル無し）       | （不明）           | （不明） | 15.2%  |
| 第9話                                                          | 1983年1月14日  | あさってのジョー           | 高橋光圀           | 中山史郎 | 10.7%  |
| 第10話                                                         | 1983年1月21日  | 花も嵐も菊太郎             | 高橋光圀           | 田中康隆 | 9.1%   |
| 第11話                                                         | 1983年1月28日  | 黄昏のロールキャベツ       | 高橋光圀           | 田中康隆 | 10.2%  |
| 第12話                                                         | 1983年2月4日   | せんせい、かえってきてよ！ | 高橋正圀、関根俊夫 | 酒井浩至 | 9.3%   |
| 第13話                                                         | 1983年2月11日  | 白銀が招くよ!              | 高橋正圀           | 中山史郎 | 13.7%  |
| 第14話                                                         | 1983年2月18日  | 青年は荒野をめざす         | 高橋正圀           | 酒井浩至 | 12.4%  |
| 第15話                                                         | 1983年2月25日  | お婆ちゃんの縁談           | 高橋正圀           | 中山史郎 | 12.0%  |
| 第16話                                                         | 1983年3月4日   | あゝ失恋                   | 高橋正圀、関根俊夫 | 田中康隆 | 12.5%  |
| 第17話                                                         | 1983年3月11日  | 子の心親知らず             | 高橋正圀、関根俊夫 | 中山史郎 | 12.7%  |
| 第18話                                                         | 1983年3月18日  | 良い先生？悪い先生？       | 高橋正圀、関根俊夫 | 田中康隆 | 13.0%  |
| 第19話                                                         | 1983年3月25日  | 卒業式に新しい母が！       | 高橋正圀           | 中山史郎 | 13.4%  |
| 最終話                                                         | 1983年4月1日   | 明日からの仕事にせーの！   | 高橋正圀           | 田中康隆 | 11.3％ |
| 平均視聴率 12.3%（視聴率はビデオリサーチ調べ、関東地区・世帯） |                |                            |                    |          |        |

- 1982年12月31日は『ウルトラクイズ 史上最大の敗者復活戦』（18:30 - 21:48）と『NNNニューススポット』（21:48 - 21:54。20:54から繰り下げ）のため休止。